# Principes du communisme
Cet article concerne le brouillon d'Engels. Pour le concept général, voir Communisme.

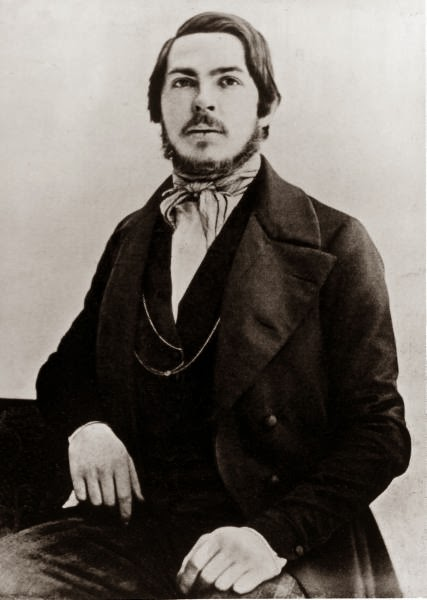
Friedrich Engels (1840)

Principes du communisme est un brouillon de Friedrich Engels.
Ce texte est rédigé à l'occasion du deuxième congrès de la Ligue des communistes, entre novembre et décembre 1847. Il comporte vingt-cinq questions, contre vingt-deux dans le précédent texte intitulé Projet de profession de foi communiste corédigé par Engels quelques mois plus tôt.
C'est un des projets préliminaires du manifeste de la Ligue des communistes, dont l'élaboration est confiée à Karl Marx et Friedrich Engels.
Pendant son travail sur le Manifeste du parti communiste, Marx y inclut certaines thèses exposées dans les Principes du communisme.